# Barlin
Barlin is een gemeente in het Franse departement Pas-de-Calais (regio Hauts-de-France). De plaats maakt deel uit van het arrondissement Béthune. Barlin telde op 1 januari 2022 7.330 inwoners. 

## Geografie
De oppervlakte van Barlin bedroeg op 1 januari 2022 6,18 vierkante kilometer; de bevolkingsdichtheid was toen 1.186,1 inwoners per km².

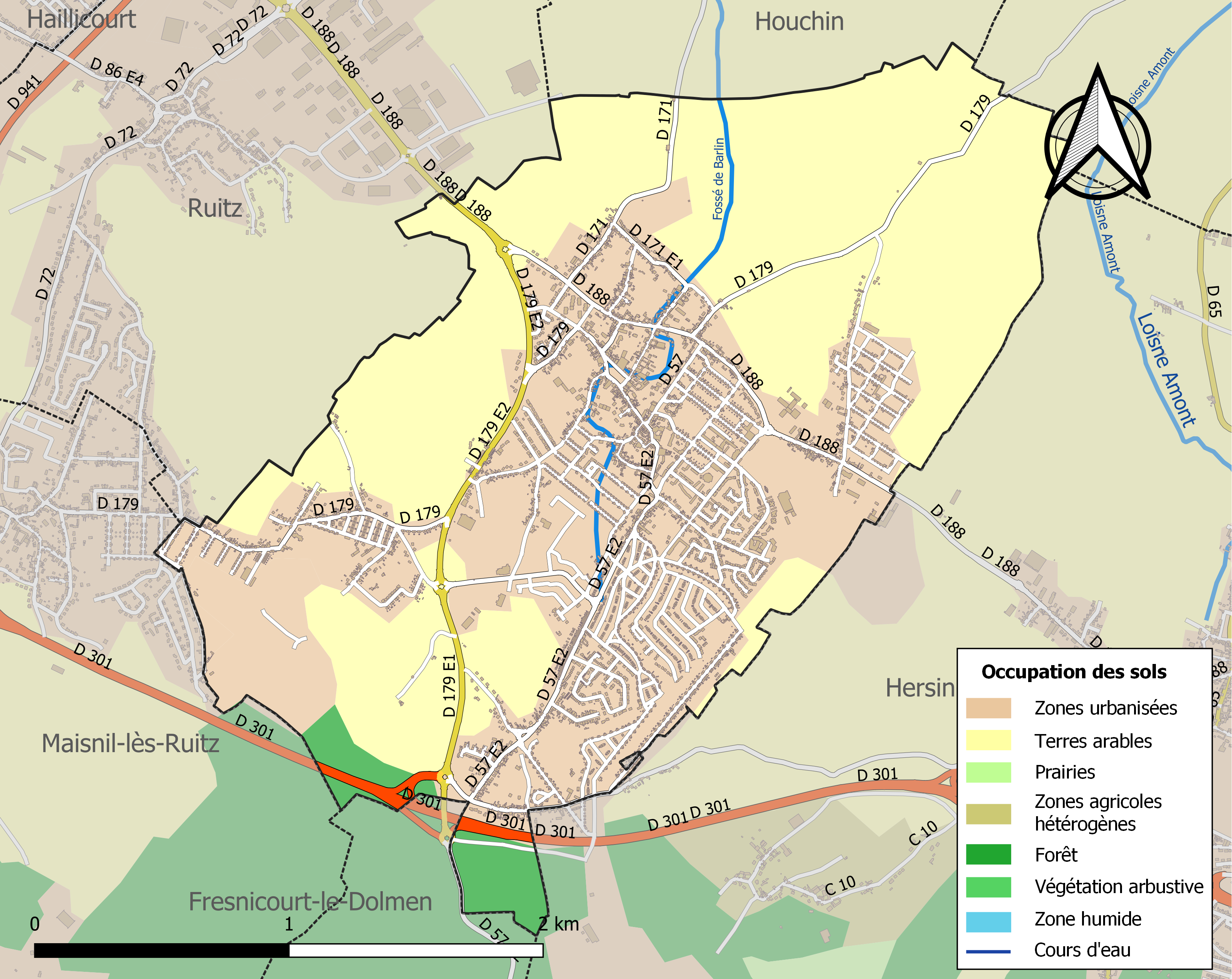
Kaart van de gemeente met belangrijkste infrastructuur, bodemgebruik en omliggende gemeenten

## Demografie
Onderstaande figuur toont het verloop van het inwonertal (bron: INSEE-tellingen).